# Associazione Calcistica Delta Calcio Rovigo
Associazione Calcio Delta Porto Rovigo é um clube de futebol sediado em Rovigo, na província homônima (região do Vêneto). Disputa atualmente a Serie D do Campeonato Italiano.
Seu estádio, o Estadio Francesco Gabrielli, possui capacidade de 3.500 lugares. As cores do clube são branco e azul.

## História
Foi fundado em 1999, como Unione Sportiva Delta 2000, fruto da fusão entre S.S. Carpano Cà Venier (fundado em 1966), A.C. Porto Tallese (fundado no mesmo ano) e S.S. Polesine Camerini (1971).
Após disputar as categorias amadoras da região do Vêneto, é promovido à Série D em 2011, ano em que muda o nome para Unione Sportiva Dilettantistica Calcio Delta Porto Tolle. Em sua primeira participação, disputa o play-off de acesso, mas acaba eliminado pelo Legnago Salus.
Em 2013, adota o nome Associazione Calcistica Delta Porto Tolle, e com o primeiro lugar em seu grupo, garante o acesso para a Lega Pro Seconda Divisione. No ano seguinte, transfere a sede para Rovigo e passa a se chamar Associazione Calcio Delta Porto Tolle Rovigo. Durante o verão de 2015, passa pela quinta mudança de nomenclatura em sua história. 

## Uniformes
- Uniforme titular: Camisa branca, calção azul e meias azuis;
- Uniforme reserva: Camisa azul, calção branco e meias brancas.